# Mentour
Mentour je malá vesnice a část městyse Chroustovice v okrese Chrudim. Nachází se asi 2,5 kilometru východně od Chroustovic. Mentour je také název katastrálního území o rozloze 2,75 km².

## Historie
První písemná zmínka o vesnici pochází z roku 1372.